# هاربر باركر
هاربر باركر (بالإنجليزية: Myles Harper Parker)‏ هو سياسي بريطاني (وحمل سابقاً جنسية المملكة المتحدة لبريطانيا العظمى وأيرلندا)، ولد في 1864، وتوفي في 14 يناير 1929. حزبياً، نشط في حزب العمال. في الانتخابات العامة في المملكة المتحدة 1922 ‏، انتخب عضو برلمان المملكة المتحدة الـ32 عن دائرة Hanley (UK Parliament constituency) ‏ (15 نوفمبر 1922 – 16 نوفمبر 1923) وفي الانتخابات العامة في المملكة المتحدة 1923 ‏، انتخب عضو برلمان المملكة المتحدة الـ33 عن دائرة Hanley (UK Parliament constituency) ‏ (6 ديسمبر 1923 – 9 أكتوبر 1924).